# 2002年の映画
2002年の映画では、2002年（平成14年）の映画分野の動向についてまとめる。
2001年の映画 - 2002年の映画 - 2003年の映画

## できごと

### 世界
- 2月17日 - 『千と千尋の神隠し』（宮崎駿監督）、第52回ベルリン国際映画祭でアニメーション映画では初となる金熊賞（最高賞）受賞[1]。
- 3月 - 米映画製作大手ウォルト・ディズニー、SPE、FOX、UNI、WB、PAR、MGMの7社、デジタルシネマ導入促進に向け、共同出資の新団体設立〔デジタルシネマイニシアティブ（英語版）（DCI）〕[2][注 1]。
- 3月27日 - 米映画監督ビリー・ワイルダー死去[2]。
- 5月3日 - 『スパイダーマン』（サム・ライミ監督）が全米公開3日間で史上初の興行収入1億ドル超え[2][3]。
- 6月20日 - 女優・岸惠子が仏芸術文化勲章（オフィシエ）受章[2]。
- 9月 - 俳優・真田広之が名誉大英帝国勲章第5位（MBE）受章[2][4]。
- 10月4日 - 第47回アジア太平洋映画祭で篠原哲雄監督『命』が作品賞ほか受賞[2]。
- 10月18日 - 米国で『ザ・リング』（ゴア・ヴァービンスキー監督）公開[2][5]、以後、ハリウッドメジャーで日本映画のリメイク作品の製作相つぐ[2]。
- 11月14日 - 映画評論家・佐藤忠男が韓国文化勲章受章[6]。

### 日本
- 1月
  - 2001年度全国映画館数2585館（うちシネコン1259スクリーン、前年比136スクリーン増）、入場人員1億6328万人(前年比120.6%)と15年ぶりに1億6000万人台を回復、興行収入2001億5400万円(前年比117.1%)と初の2000億円突破[1]。
  - 1月1日 - 東京、新宿武蔵野館・シネマカリテ1-3が「新宿武蔵野館1-4」と改称[1]。
  - 1月21日 - 松竹、年間4、5本を目標に映画製作を本格的に再開[1]。
  - 1月30日
    - ぴあ、東証2部に上場[1]。
    - 『オーシャンズ11』（スティーヴン・ソダーバーグ監督）が東京、大阪、ロンドン、モントリオールを衛星回線で結んだ史上初の同時サテライト記者会見を実施[1]。
- 2月
  - 2月1日 - 東京新宿・東京IMAXシアター閉館[1]。
  - 2月15日 - 国内初のアニメ国際見本市「新世紀東京国際アニメフェア21」開催[1]。
- 3月
  - 3月1日
    - 東京有楽町・日劇3館、総称を「日劇PLEX」、日劇1・2・3に改称してリニューアルオープン[1]。
    - 大阪・三番街シネマ3リニューアル・オープン[1]。

  - 3月5日 - 映画照明技師・岡本健一死去[1][7]。
  - 3月6日 - インターネットの普及に対応し、音楽・映像など情報の著作権を守る「著作権新条約」発効[2]。
  - 3月16日 - 大阪・三番街シネマ1リニューアル・オープン[2]。
  - 3月20日 - 2001年ビデオソフト売上でDVDが金額、数量とも初めてビデオカセットを上回る[2]。
- 4月
  - 4月6日 - 公立の小中学および高校の多くで完全学校週5日制が導入される[8]。
  - 4月20日 - 映画「クレヨンしんちゃん」シリーズ10周年記念作品、『クレヨンしんちゃん 嵐を呼ぶ アッパレ!戦国大合戦』（原恵一監督）公開[2][9]。4月28日、シリーズ通算観客動員数1000万人を突破[2]。
  - 4月25日
    - 東京・品川プリンスシネマ開場[2]。
    - オメガ･エンタテインメントが改組、「ムービーアイ・エンタテインメント」と改称[2]。

  - 4月27日
    - 大阪・梅田ブルク7開場[2]。
    - 東京新宿駅南口、元東京IMAXシアター跡にテアトルタイムズスクエアが開場[2]。

  - 4月30日 - 東京、邦画専門の名物名画座、新宿昭和館が70年の歴史の幕を閉じた[10][2][注 2]。
- 5月
  - 5月11日 - 『スパイダーマン』（サム・ライミ監督）日本公開、大ヒット[2][11]。以後、シリーズ全作品が高稼動[2]。
  - 5月18日 - 東宝、大阪・ナビオ5劇場の総称を「ナビオシネプレックス」、大阪・南街5劇場の総称を「南街シネプレックス」とする[2]。
  - 5月23日 - 東宝、代表取締役社長に高井英幸就任[2]。
  - 5月28日 - 東京急行電鉄、渋谷東急文化会館の2003年6月末で閉鎖、解体を発表[2]。
- 6月
  - 6月27日 - 東映社長に岡田裕介（剛）就任、高岩淡は会長に就任[2]。
- 7月
  - 7月10日 - 日本映画エンジェル大賞制定[2][12]。
  - 7月13日 - 『スター・ウォーズ エピソード2/クローンの攻撃』（ジョージ・ルーカス監督）公開、大ヒット[2][13]。本作で日本初の映画本篇の衛星配信をティ・ジョイほか複数劇場が実施[2]。
  - 7月20日 - 『猫の恩返し』（森田宏幸監督）/『ギブリーズ episode2』（百瀬義行監督）公開、大ヒット[2][14]。
- 9月
  - 9月1日 - 美須興行が「チネチッタ」、カワサキ・ミスが「チッタ エンタテイメント」と改称[2]。
  - 9月3日 - 20世紀フォックス ホーム エンターテイメントジャパン、ビクターエンタテインメントとの独占販売契約を本年一杯で打切り、翌年発売分から自主販売の実施を発表[2]。
- 10月
  - 10月1日 - ぴあ総合研究所設立[2]。
  - 10月8日 - 東北新社、ジャスダック市場に上場[2]。
  - 10月12日 - ワーナー・マイカル（WM）、公開6-8週間前から購入可能な「早売チケット」を全国の直営シネコンで発売[2]。
  - 10月21日 - 大阪・ナビオ3館全面改装（分割、劇場名変更）のため休館（11月22日まで）[6]。
  - 10月25日 - 東宝映像事業部、黒澤明監督23作品「黒澤 DVD THE MASTERWORKS」発売[6]。
  - 10月30日 - 東宝映像事業部、「ゴジラと科学展」を日本科学未来館で開催（2003年2月11日まで）[6]。
- 11月
  - 11月1日
    - 角川大映映画設立。角川歴彦が会長、黒井和男が社長に、それぞれ就任[6]。
    - 旧松竹本社跡地に築地松竹ビル(通称ADK松竹スクエア)開業[6]。

  - 11月23日 - 大阪・ナビオTOHOプレックス新装開場[6]。7スクリーン、2190席で関西の拠点である梅田地区最大のシネマコンプレックス誕生[6]。
  - 11月30日 - 東宝映画興行部、指定席の予約発券を行う、興行管理ぴあ連携システム稼動[6]。
- 12月
  - 12月1日 - 名古屋・名宝ビル閉鎖[6]。開場以来67年の歴史に幕[6]。名古屋宝塚、名宝スカラ座、名宝シネマ閉館[6]。
  - 12月3日 - ギャガがキネマ旬報社を買収[6]。
  - 12月4日 - 東宝創立70周年記念として、第1作『ゴジラ』のDVDを従業員および得意先に配布[6]。12月18日、『東宝70年映画・演劇 テレビ・ビデオ作品リスト』を従業員および得意先に配布[6]。
  - 12月13日 - 「東宝創立70周年記念パーティー」を新高輪プリンスホテルで挙行[6]。
  - 12月26日 - 東宝映像事業部、「大ゴジラ展」を新宿高島屋で開催(2003年1月6日まで)[6]。
  - 12月28日 - 映画監督・蔵原惟繕死去[6]。

## 周年
- 創立70周年
  - 東宝

## 日本の映画興行
- 入場料金（大人）
  - 1,800円[15] - 一般入場料金は11年間据え置かれている[16]。
  - 1,800円（統計局『小売物価統計調査（動向編） 調査結果』[17] 銘柄符号 9341「映画観覧料」）[18]
- 入場者数 1億6077万人[19]
- 興行収入 1967億8000万円[19]

| 配給会社 | 番組数 | 年間興行収入  | 概要                      |
| 配給会社 | 番組数 | 前年対比      | 概要                      |
| -------- | ------ | ------------- | ------------------------- |
| 松竹     | 19     | 178億1261万円 | 松竹歴代1位の年間興行収入 |
| 松竹     | 19     | 192.2%        | 松竹歴代1位の年間興行収入 |
| 東宝     | 23     | 312億3703万円 | 東宝歴代4位の年間興行収入 |
| 東宝     | 23     | 056.9%        | 東宝歴代4位の年間興行収入 |
| 東映     | 14     | 97億6418万円  |                           |
| 東映     | 14     | 77.9%         |                           |

出典:「2002年度 日本映画・外国映画 業界総決算 経営/製作/配給/興行のすべて」『キネマ旬報』2003年（平成15年）2月下旬号、キネマ旬報社、2003年、139 - 140頁。

## 各国ランキング

### 日本興行収入ランキング
| 順位 | 題名                                        | 製作国                                    | 配給                 | 興行収入  |
| ---- | ------------------------------------------- | ----------------------------------------- | -------------------- | --------- |
| 1    | ハリー・ポッターと賢者の石                  | イギリスの旗 · アメリカ合衆国の旗         | ワーナー・ブラザース | 203.0億円 |
| 2    | モンスターズ・インク                        | アメリカ合衆国の旗                        | ブエナ・ビスタ       | 093.7億円 |
| 3    | スター・ウォーズ エピソード2/クローンの攻撃 | アメリカ合衆国の旗                        | 20世紀フォックス     | 093.5億円 |
| 4    | ロード・オブ・ザ・リング                    | アメリカ合衆国の旗 · ニュージーランドの旗 | ヘラルド/松竹        | 090.7億円 |
| 5    | スパイダーマン                              | アメリカ合衆国の旗                        | ソニー               | 075.0億円 |
| 6    | オーシャンズ11                              | アメリカ合衆国の旗                        | ワーナー・ブラザース | 069.0億円 |
| 7    | 猫の恩返し ギブリーズ episode2              | 日本の旗                                  | 東宝                 | 064.8億円 |
| 8    | メン・イン・ブラック2                       | アメリカ合衆国の旗                        | ソニー               | 040.0億円 |
| 9    | アイ・アム・サム                            | アメリカ合衆国の旗                        | 松竹/アスミック      | 034.6億円 |
| 10   | 名探偵コナン ベイカー街の亡霊               | 日本の旗                                  | 東宝                 | 034.0億円 |
| 10   | サイン                                      | アメリカ合衆国の旗                        | ブエナ・ビスタ       | 034.0億円 |

出典:2002年興行収入10億円以上番組 (PDF)  - 日本映画製作者連盟

### 全世界興行収入ランキング
| 順位 | 題名                                        | スタジオ                     | 興行収入     |
| ---- | ------------------------------------------- | ---------------------------- | ------------ |
| 1    | ロード・オブ・ザ・リング/二つの塔           | ニューラインシネマ           | $925,282,504 |
| 2    | ハリー・ポッターと秘密の部屋                | ワーナー・ブラザース         | $878,643,482 |
| 3    | スパイダーマン                              | コロムビア                   | $821,708,551 |
| 4    | スター・ウォーズ エピソード2/クローンの攻撃 | 20世紀FOX                    | $649,398,328 |
| 5    | メン・イン・ブラック2                       | コロムビア                   | $441,818,803 |
| 6    | 007 ダイ・アナザー・デイ                    | MGM                          | $431,971,116 |
| 7    | サイン                                      | タッチストーン               | $408,247,917 |
| 8    | アイス・エイジ                              | 20世紀FOX                    | $383,257,136 |
| 9    | マイ・ビッグ・ファット・ウェディング        | IFC Films                    | $368,744,044 |
| 10   | マイノリティ・リポート                      | ドリームワークス / 20世紀FOX | $358,372,926 |

出典:“2002 Worldwide Box Office Results”.  Box Office Mojo. 2015年12月26日閲覧。

### 北米興行収入ランキング
| 順位 | 題名                                        | スタジオ             | 興行収入     |
| ---- | ------------------------------------------- | -------------------- | ------------ |
| 1    | スパイダーマン                              | コロムビア           | $403,706,375 |
| 2    | ロード・オブ・ザ・リング/二つの塔           | ニューラインシネマ   | $339,789,881 |
| 3    | スター・ウォーズ エピソード2/クローンの攻撃 | 20世紀FOX            | $302,191,252 |
| 4    | ハリー・ポッターと秘密の部屋                | ワーナー・ブラザース | $261,988,482 |
| 5    | マイ・ビッグ・ファット・ウェディング        | IFC Films            | $241,438,208 |
| 6    | サイン                                      | タッチストーン       | $227,966,634 |
| 7    | オースティン・パワーズ ゴールドメンバー     | ニューラインシネマ   | $213,307,889 |
| 8    | メン・イン・ブラック2                       | コロムビア           | $190,418,803 |
| 9    | アイス・エイジ                              | 20世紀FOX            | $176,387,405 |
| 10   | シカゴ                                      | ミラマックス         | $170,687,518 |

出典:“2002 Domestic Yearly Box Office Results”.  Box Office Mojo. 2016年1月12日閲覧。

### イギリス興行収入ランキング
1. ロード・オブ・ザ・リング/二つの塔
2. ハリー・ポッターと秘密の部屋
3. 007 ダイ・アナザー・デイ
4. スター・ウォーズ エピソード2/クローンの攻撃
5. スパイダーマン
6. オースティン・パワーズ　ゴールドメンバー
7. オーシャンズ11
8. メン・イン・ブラック2
9. マイノリティ・リポート
10. シカゴ

出典:“2002 United Kingdom Yearly Box Office Results”.  Box Office Mojo. 2016年1月12日閲覧。

### オーストラリア興行収入ランキング
1. ロード・オブ・ザ・リング/二つの塔
2. ハリー・ポッターと秘密の部屋
3. スター・ウォーズ エピソード2/クローンの攻撃
4. スパイダーマン
5. マイ・ビッグ・ファット・ウェディング
6. オーシャンズ11
7. アイス・エイジ
8. オースティン・パワーズ　ゴールドメンバー
9. 007 ダイ・アナザー・デイ
10. ビューティフル・マインド

出典:“2002 Australia Yearly Box Office Results”.  Box Office Mojo. 2016年1月12日閲覧。

### フランス興行収入ランキング
| 順位 | 題名                                        | スタジオ                   | 興行収入    |
| ---- | ------------------------------------------- | -------------------------- | ----------- |
| 1.   | ミッション・クレオパトラ                    | Canal+                     | $74,121,575 |
| 2.   | ハリー・ポッターと秘密の部屋                | ワーナー・ブラザース       | $53,140,768 |
| 3.   | ロード・オブ・ザ・リング/二つの塔           | ニューラインシネマ         | $37,527,818 |
| 4.   | スパイダーマン                              | コロムビア                 | $32,938,344 |
| 5.   | スター・ウォーズ エピソード2/クローンの攻撃 | 20世紀FOX                  | $30,664,323 |
| 6    | オーシャンズ11                              | ワーナー・ブラザース       | $24,187,088 |
| 7    | メン・イン・ブラック2                       | コロンビア                 | $24,062,423 |
| 8    | 007/ダイ・アナザー・デイ                    | ユナイテッド・アーティスツ | $23,239,131 |
| 9    | 8人の女性                                   |                            | $18,991,866 |
| 10   | マイノリティ・リポート                      | 20世紀FOX                  | $18,777,372 |

出典:“2002 France Yearly Box Office Results”.  Box Office Mojo. 2015年12月26日閲覧。

### ドイツ興行収入ランキング
| 順位 | 題名                                        | スタジオ             | 興行収入    |
| ---- | ------------------------------------------- | -------------------- | ----------- |
| 1.   | ロード・オブ・ザ・リング/二つの塔           | ニューライン         | $78,664,632 |
| 2.   | ハリー・ポッターと秘密の部屋                | ワーナー・ブラザース | $59,731,853 |
| 3.   | スター・ウォーズ エピソード2/クローンの攻撃 | 20世紀FOX            | $34,683,410 |
| 4.   | アイス・エイジ                              | 20世紀FOX            | $34,573,796 |
| 5.   | 007 ダイ・アナザー・デイ                    | MGM                  | $33,103,482 |
| 6    | スパイダーマン                              | コロンビア           | $30.652,664 |
| 7    | メン・イン・ブラック2                       | コロンビア           | $30,049,215 |
| 8    | オーシャンズ11                              | ワーナーブラザーズ   | $24,075,928 |
| 9    | マイノリティ・リポート                      | 20世紀FOX            | $16,996,596 |
| 10   | モンスターズ・インク                        | ディズニー           | $15,022,030 |

出典:“2002 Germany Yearly Box Office Results”.  Box Office Mojo. 2015年12月26日閲覧。

## 受賞
- 第75回アカデミー賞
  - 作品賞 - 『シカゴ』
  - 監督賞 - ロマン・ポランスキー（『戦場のピアニスト』）
  - 主演男優賞 - エイドリアン・ブロディ（『戦場のピアニスト』）
  - 主演女優賞 - ニコール・キッドマン（『めぐりあう時間たち』）

- 第60回ゴールデングローブ賞
  - 作品賞 (ドラマ部門) - 『めぐりあう時間たち』
  - 主演女優賞 (ドラマ部門) - ニコール・キッドマン（『めぐりあう時間たち』）
  - 主演男優賞 (ドラマ部門) - ジャック・ニコルソン（『アバウト・シュミット』）
  - 作品賞 (ミュージカル・コメディ部門) - 『シカゴ』
  - 主演女優賞 (ミュージカル・コメディ部門) - レニー・ゼルウィガー（『シカゴ』）
  - 主演男優賞 (ミュージカル・コメディ部門) - リチャード・ギア（『シカゴ』）
  - 監督賞 - マーティン・スコセッシ（『ギャング・オブ・ニューヨーク』）

- 第68回ニューヨーク映画批評家協会賞 - 『エデンより彼方に』

- 第55回カンヌ国際映画祭
  - パルム・ドール - 『戦場のピアニスト』（ロマン・ポランスキー）
  - 監督賞 - イム・グォンテク（『酔画仙』）、ポール・トーマス・アンダーソン（『パンチドランク・ラブ』）
  - 男優賞 - オリヴィエ・グルメ（『息子のまなざし』）
  - 女優賞 - カティ・オウティネン（『過去のない男』）

- 第59回ヴェネツィア国際映画祭
  - 金獅子賞 - 『マグダレンの祈り』（ピーター・マラン）
  - 監督賞 - イ・チャンドン 『オアシス』
  - 男優賞 - ステファノ・アコルシ 『Un Viaggio chiamato amore』
  - 女優賞 - ジュリアン・ムーア 『エデンより彼方に』

- 第52回ベルリン国際映画祭
  - 金熊賞 - 『千と千尋の神隠し』（宮崎駿）、『ブラディ・サンデー』（ポール・グリーングラス）
  - 銀熊賞(審査員特別賞) - アンドレアス・ドレセン 『Halbe Treppe』
  - 銀熊賞(監督賞) - オタール・イオセリアーニ『月曜日に乾杯!』
  - 銀熊賞(男優賞) - ジャック・ガンブラン『レセ・パセ 自由への通行許可証』
  - 銀熊賞(女優賞) - ハル・ベリー『チョコレート』

- 第24回モスクワ国際映画祭
  - 最優秀女優賞 - 市川実日子（『blue』）

- 第26回日本アカデミー賞
  - 最優秀作品賞 - 『たそがれ清兵衛』（山田洋次）
  - 最優秀主演男優賞 - 真田広之（『たそがれ清兵衛』）
  - 最優秀主演女優賞 - 宮沢りえ（『たそがれ清兵衛』）

- 第45回ブルーリボン賞
  - 作品賞 - 『たそがれ清兵衛』
  - 主演男優賞 - 佐藤浩市（『KT』）
  - 主演女優賞 - 片岡礼子（『ハッシュ!』）
  - 監督賞 - 崔洋一（『刑務所の中』）

- 第76回キネマ旬報ベスト・テン
  - 外国映画第1位 - 『ロード・トゥ・パーディション』
  - 日本映画第1位 -  『たそがれ清兵衛』

- 第57回毎日映画コンクール
  - 日本映画大賞 -『たそがれ清兵衛』

## 死去
| 日付 | 日付 | 名前                       | 国籍               | 年齢 | 職業                                       |
| 1月  | 6日  | マリオ・ナシンベーネ       | イタリアの旗       | 88   | 映画音楽作曲家                             |
| 1月  | 7日  | 加賀邦男                   | 日本の旗           | 88   | 俳優                                       |
| 1月  | 13日 | テッド・デミ               | アメリカ合衆国の旗 | 37   | 映画監督                                   |
| 1月  | 21日 | 倉田準二                   | 日本の旗           | 72   | 映画監督                                   |
| 1月  | 21日 | ペギー・リー               | アメリカ合衆国の旗 | 81   | 歌手・女優                                 |
| 2月  | 1日  | ヒルデガルト・クネフ       | ドイツの旗         | 76   | 女優                                       |
| 2月  | 6日  | ガイ・ストックウェル       | アメリカ合衆国の旗 | 68   | 俳優                                       |
| 2月  | 21日 | ジョン・ソウ               | イングランドの旗   | 60   | 俳優                                       |
| 2月  | 22日 | チャック・ジョーンズ       | アメリカ合衆国の旗 | 89   | アニメーター                               |
| 3月  | 8日  | はせさん治                 | 日本の旗           | 66   | 俳優・声優                                 |
| 3月  | 16日 | 永井秀明                   | 日本の旗           | 80   | 俳優                                       |
| 3月  | 27日 | ビリー・ワイルダー         | アメリカ合衆国の旗 | 95   | 映画監督                                   |
| 3月  | 27日 | ダドリー・ムーア           | イギリスの旗       | 66   | 俳優・コメディアン                         |
| 4月  | 7日  | 菊池章子                   | 日本の旗           | 78   | 歌手                                       |
| 4月  | 7日  | ジョン・エイガー           | アメリカ合衆国の旗 | 81   | 俳優                                       |
| 4月  | 23日 | リンダ・ラヴレース         | アメリカ合衆国の旗 | 53   | ポルノ女優                                 |
| 5月  | 10日 | イヴ・ロベール             | フランスの旗       | 81   | 俳優、映画監督、脚本家、映画プロデューサー |
| 5月  | 16日 | 柳家小さん                 | 日本の旗           | 87   | 落語家                                     |
| 5月  | 24日 | 清川虹子                   | 日本の旗           | 89   | 喜劇女優                                   |
| 5月  | 24日 | 伊藤俊人                   | 日本の旗           | 40   | 俳優                                       |
| 5月  | 25日 | 坊屋三郎                   | 日本の旗           | 92   | ヴォードヴィリアン・コメディアン           |
| 6月  | 13日 | 村田英雄                   | 日本の旗           | 73   | 演歌歌手                                   |
| 6月  | 15日 | 室田日出男                 | 日本の旗           | 64   | 俳優                                       |
| 6月  | 18日 | 山本直純                   | 日本の旗           | 69   | 作曲家・指揮者                             |
| 6月  | 22日 | 笠原良三                   | 日本の旗           | 90   | 脚本家                                     |
| 6月  | 29日 | ローズマリー・クルーニー   | アメリカ合衆国の旗 | 74   | 歌手・女優                                 |
| 7月  | 5日  | ケティ・フラド             | メキシコの旗       | 78   | 女優                                       |
| 7月  | 6日  | ジョン・フランケンハイマー | アメリカ合衆国の旗 | 72   | 映画監督                                   |
| 7月  | 8日  | ウォード・キンボール       | アメリカ合衆国の旗 | 84   | アニメーター・映画監督                     |
| 7月  | 9日  | ロッド・スタイガー         | アメリカ合衆国の旗 | 77   | 俳優                                       |
| 7月  | 13日 | 林美雄                     | 日本の旗           | 58   | アナウンサー                               |
| 7月  | 16日 | 佐伯清                     | 日本の旗           | 87   | 映画監督                                   |
| 7月  | 18日 | 戸川京子                   | 日本の旗           | 37   | 女優・歌手                                 |
| 8月  | 1日  | 日高澄子                   | 日本の旗           | 79   | 女優                                       |
| 8月  | 5日  | 御木本伸介                 | 日本の旗           | 71   | 俳優                                       |
| 8月  | 16日 | ジェフ・コーリー           | アメリカ合衆国の旗 | 88   | 俳優                                       |
| 9月  | 7日  | カトリン・カートリッジ     | イギリスの旗       | 41   | 女優                                       |
| 9月  | 11日 | キム・ハンター             | アメリカ合衆国の旗 | 79   | 女優                                       |
| 10月 | 3日  | ブルース・パルトロウ       | アメリカ合衆国の旗 | 58   | 映画監督                                   |
| 10月 | 18日 | 冨田功                     | 日本の旗           | 45   | 編集技師                                   |
| 10月 | 21日 | 笹沢左保                   | 日本の旗           | 71   | 小説家                                     |
| 10月 | 25日 | リチャード・ハリス         | アイルランドの旗   | 72   | 俳優                                       |
| 10月 | 31日 | ラフ・ヴァローネ           | フランスの旗       | 86   | 俳優                                       |
| 11月 | 5日  | 范文雀                     | 日本の旗           | 54   | 女優                                       |
| 11月 | 18日 | ジェームズ・コバーン       | アメリカ合衆国の旗 | 74   | 俳優                                       |
| 12月 | 12日 | 笠原和夫                   | 日本の旗           | 75   | 脚本家                                     |
| 12月 | 27日 | ジョージ・ロイ・ヒル       | アメリカ合衆国の旗 | 80   | 映画監督                                   |
| 12月 | 28日 | 蔵原惟繕                   | 日本の旗           | 75   | 映画監督                                   |

主な出典：「2002年 映画界物故人」『キネマ旬報』2003年（平成15年）2月下旬号、キネマ旬報社、2003年、190 - 191頁。